# Klaus Prömpers
Klaus Prömpers (* 11. Februar 1949 in Düsseldorf) ist ein deutscher Journalist. Er leitete die ZDF-Studios in Wien und New York.

## Leben
Prömpers studierte Volkswirtschaft in sozialwissenschaftlicher Richtung und Betriebswirtschaft an der Universität Köln. 1976 erwarb er den Abschluss als Diplom-Volkswirt, 1978 den Abschluss als Diplom-Kaufmann. Er betätigte sich in der Katholischen Studierenden Jugend (KSJ) und im Bund Neudeutschland (ND) und war Generalsekretär der KSJ in Köln. 1973 begann er seine Arbeit als freier Journalist, unter anderem für die Rheinische Post und den WDR, die er nach seinem Studium fortsetzte.
Von 1981 bis 1989 war Prömpers Moderator und Reporter beim Deutschlandfunk in der Redaktion „Informationen am Morgen“ in Köln. 1989 wechselte er zum ZDF, wo er bis Juli 1999 als Redakteur im Studio Bonn unter anderem für die ZDF-Sendung bonn direkt verantwortlich war. Von August 1999 bis Januar 2005 war er sicherheitspolitischer Experte im ZDF-Studio Brüssel. Im Februar 2005 folgte der Wechsel als Korrespondent ins ZDF-Studio Wien, in dem er von Januar 2008 bis Juli 2011 die Leitung übernahm. Anschließend leitete er ab Juli 2011 das ZDF-Studio in New York City, bis er im September 2014 in den Ruhestand trat.
Prömpers gehörte dem Zentralkomitee der deutschen Katholiken an und war bis 2011 dessen Sprecher für Publizistik und Medienpolitik.
Er lebt in Wien, ist verheiratet und hat zwei Kinder.

## Auszeichnungen
- 2013: Medienpreis des RIAS (Kategorie: 1. Fernsehpreis) für Christoph Röckerath und Klaus Prömpers: Armes, reiches Amerika – auf der Parkavenue durch New York[6]

## Publikationen
- Klaus Prömpers: So geht Frieden. Von Menschen die um ihn ringen. Bonifatius Verlag, Paderborn 2015, ISBN 978-3-89710-638-3.

## Dokumentationen (Auswahl)
- Der perfekte Krieg – Hightech, Pläne, Illusionen. Das digitale Schlachtfeld. Zweiteilige Reportage von Scott Willis und Klaus Prömpers, D 2003, 90 Min., Erstausstrahlung im ZDF am 23. und 24. März 2004[7]
- Verlorene Unschuld – 10 Jahre nach 9/11. Reportage, ZDF-Studio New York, D 2011, 45 Min., Erstausstrahlung auf Phoenix am 11. September 2011[8]